# زانه ویر
زانه ویر (ایتالیایی: Zane Weir؛ زادهٔ ۷ سپتامبر ۱۹۹۵) پرتاب‌گر وزنه آفریقایی جنوبی‌تبار اهل ایتالیا است.